# Gilly-sur-Loire
Gilly-sur-Loire ist eine französische Gemeinde mit 475 Einwohnern (Stand 1. Januar 2022) im Département Saône-et-Loire in der Region Bourgogne-Franche-Comté (vor 2016 Bourgogne). Die Gemeinde gehört zum Arrondissement Charolles und zum Kanton Digoin (bis 2015 Bourbon-Lancy). Die Einwohner werden Gillysois genannt.

## Geografie
Gilly-sur-Loire liegt an der Loire. Umgeben wird Gilly-sur-Loire von den Nachbargemeinden Saint-Aubin-sur-Loire und Bourbon-Lancy im Norden, Chalmoux im Nordosten, Perrigny-sur-Loire im Osten, Pierrefitte-sur-Loire im Süden und Südosten sowie Diou im Süden und Westen.

## Bevölkerungsentwicklung
| Jahr                      | 1962 | 1968 | 1975 | 1982 | 1990 | 1999 | 2006 | 2011 | 2016 |
| Einwohner                 | 633  | 648  | 658  | 546  | 546  | 538  | 493  | 487  | 495  |
| Quelle: Cassini und INSEE |      |      |      |      |      |      |      |      |      |

## Kultur und Sehenswürdigkeiten
- Kirche Sainte-Anne

## Verkehr
Gilly liegt an der Bahnstrecke Moulins–Mâcon und wird im Regionalverkehr von TER-Zügen bedient. Die frühere Bahnstrecke Clamecy–Gilly-sur-Loire von Cercy-la-Tour ist stillgelegt und abgebaut.

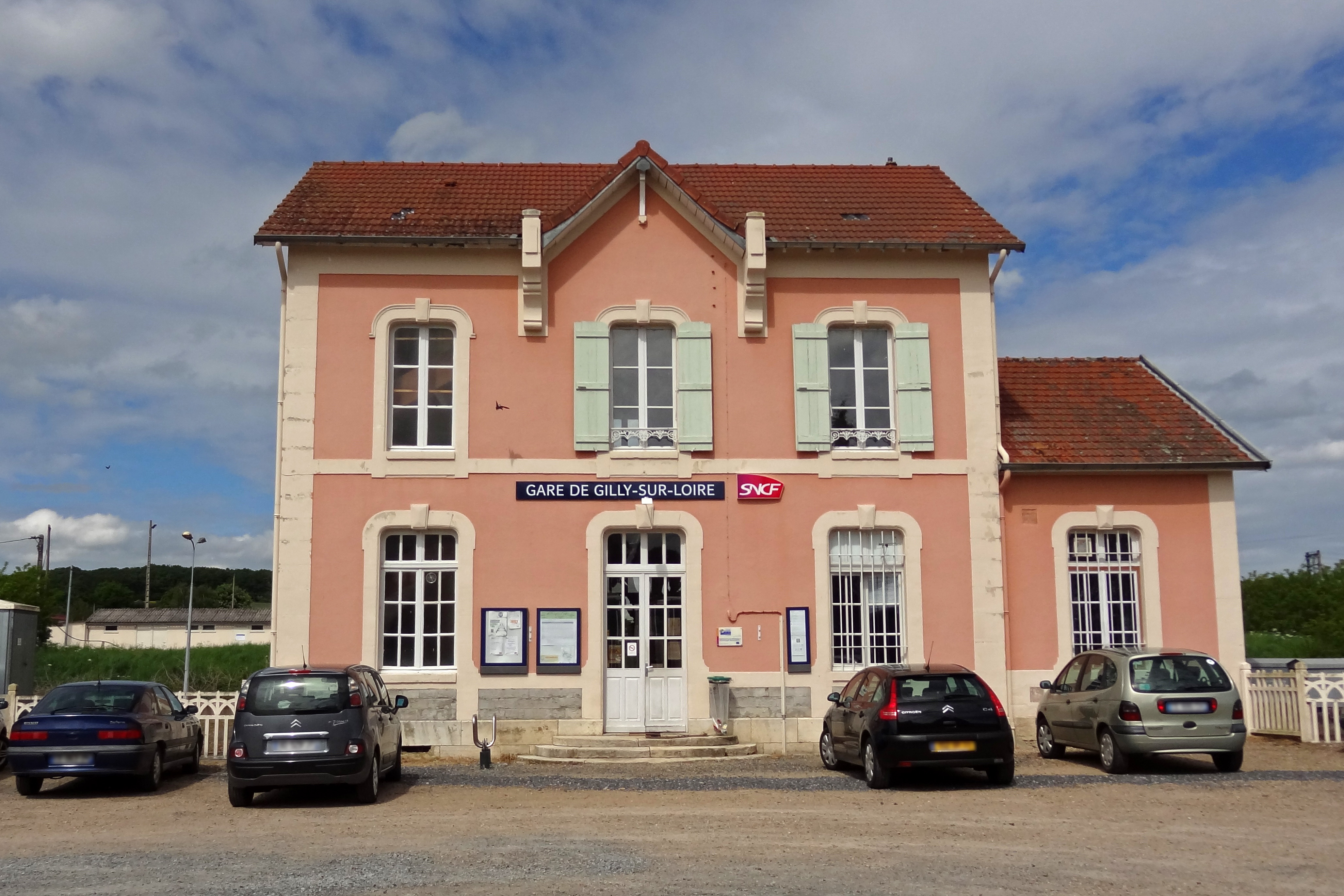
Bahnhof Gilly-sur-Loire